# Pseudocalotes saravacensis
Pseudocalotes saravacensis är en ödleart som beskrevs av  Robert F. Inger och STUEBING 1994. Pseudocalotes saravacensis ingår i släktet Pseudocalotes och familjen agamer. Inga underarter finns listade i Catalogue of Life.